# نرکین کمرلو
نرکین کمرلو یک منطقهٔ مسکونی در ارمنستان است که در استان آرارات واقع شده‌است.